# Оптический рефлектометр
Опти́ческий рефлекто́метр (англ. OTDR, Optical Time Domain Reflectometer) — прибор для измерения параметров волоконно-оптических линий передачи (ВОЛП).

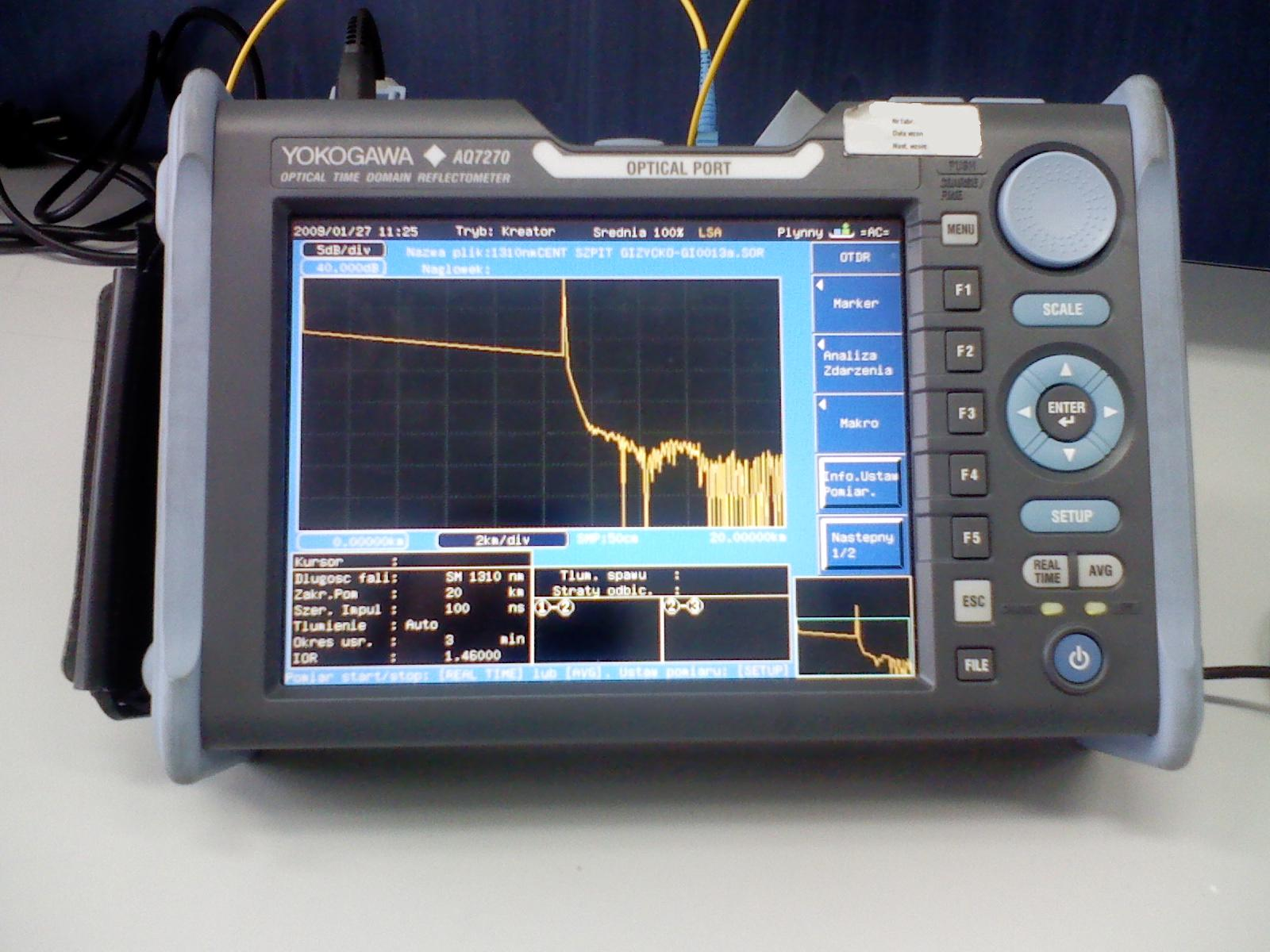
Рефлектометр Yokogawa AQ7270

## Принцип действия
Принцип работы прибора основан на анализе отражённых оптических импульсов, излучаемых рефлектометром в оптическое волокно.
Измерения с помощью оптического рефлектометра основаны на явлении обратного рассеяния света в волокне и на отражении света от скачков показателя преломления.
Импульсы света, распространяясь по линии, испытывают отражения и затухания на неоднородностях линии и вследствие поглощения в среде.
Оптический импульс вводится в волокно через направленный ответвитель. Этот импульс распространяется по волокну и ослабляется в соответствии с коэффициентом затухания волокна. Незначительная часть оптической мощности рассеивается, и в результате обратно рассеянное излучение через направленный ответвитель попадает на фотодетектор, преобразуется в электрический сигнал, усиливается, обрабатывается и результат выводится на дисплей.
Измерение затухания с помощью OTDR основано на предположении, что коэффициент обратного рассеяния является постоянным для данного волокна, то есть в каждой точке волокна рассеивается назад одинаковое количество оптической мощности, но из-за затухания самого волокна на фотодиод рефлектометра попадает линейно уменьшающаяся оптическая мощность. Затухание волокна между точками 1 и 2 определяется как половина разности между соответствующими уровнями мощности P1 и P2: A=-(0.5)*(P1-P2)(dB) — множитель -0,5 появляется из-за того что свет прошел двойной путь от источника к пункту отражения и обратно.
В случае дефекта или стыков происходит резкое увеличение обратного излучения и по времени этого излучения вычисляется точка дефекта, стыка и обрыва волокна.
Измерения с помощью рефлектометра обычно производятся на длине волны света равной 1,31 или 1,55 мкм.
По полученным данным формируется характеристика, именуемая рефлектограммой. Анализ искажённых принятых импульсов позволяет определить длину волоконно-оптической линии, затухание сигнала в ней, включая потери на соединителях и коннекторах, расстояния до мест неоднородностей волокна, которые могут быть связаны с обрывом или изменением его структуры.
Современный оптический рефлектометр представляет собой сложный и дорогостоящий прибор, проводящий комплекс измерений в автоматическом режиме, самостоятельно вычисляющий все необходимые характеристики.

## Возможности
Современный оптический рефлектометр обеспечивает:
- проведение тестирования ВОЛС в автоматическом режиме (рефлектометр самостоятельно определяет оптимальные параметры для проведения измерений, анализирует полученные результаты и представляет информацию в виде рефлектограммы и подробной таблицы);
- определение длины оптической линии и расстояний до точек неоднородностей оптического волокна (сростки, точки коммутации и т. п.);
- расчёт затухания в линии, величины возвратных потерь и величины отражённого сигнала;
- визуальное определение повреждений ВОЛС;
- вывод на экран, хранение во внутренней памяти и передачу на внешний носитель результатов измерения и тестирования для дальнейшего анализа;
- формирование в электронном виде акта приёмосдаточных испытаний оптического кабеля.

## Конструктивное исполнение
Оптический рефлектометр может быть выполнен в виде:
- самостоятельного устройства
- приставки (платы) для компьютера, ноутбука или мобильных устройств на базе Android и iOS